# 塑像

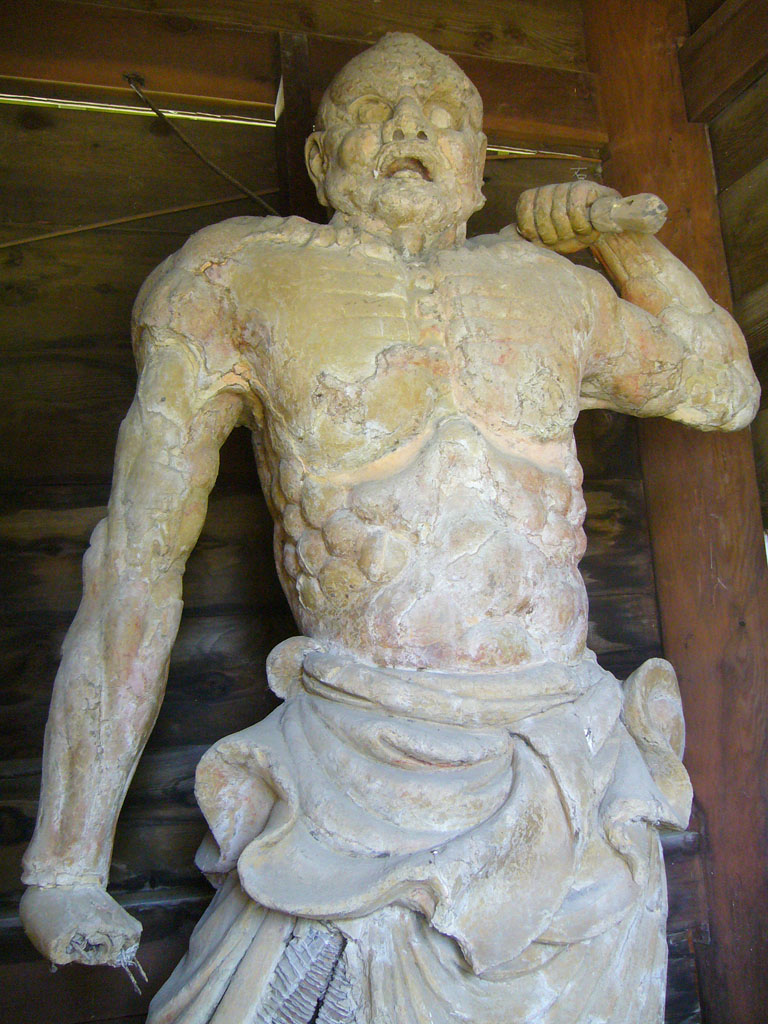
如意寺の仁王像・阿形

塑像（そぞう）は、可塑性のある軟材を用いて形成された立体造形のこと。泥像、泥塑、捻、塐（素）などとも呼ぶ。

## 概要
二次元的な芸術表現（絵画）に対して三次元的な芸術表現を総称して彫刻（広義の彫刻）といい、これには木や石などを彫り刻む彫像（カービング）と心棒に粘土など可塑性素材を肉付けしていく塑像（モデリング）がある。塑像は広義には刻出像（彫像）に対する捻塑像をいい、第一に刻出像が硬材を主に用いるのに対して捻塑像は軟材を用いること、第二に刻出像は最初に絵画的な把握を行い造形されるのに対して、捻塑像は最初から立体的に把握しながら造形されること、第三に刻出像は基本的に外から内に向かって削りながら完成するのに対して、捻塑像は形象の骨をとらえて次に肉付けを行い立体的に形成されることなどを特徴とする。
塑像を刻出像に対する捻出像と解すると、史的考察の分野は著しく拡大され、古代の土偶のようなものも含まれる。しかし、その後の塑像の発達は原始的な土偶とは異なる別の系統から発生し発達したものとされ、具体的には西域の石窟寺院のスタッコ（スツツコ、化粧しっくい）の手法が起源になっているとされる。
塑像の代表的な素材には粘土や焼石膏などがある。
焼石膏は水に反応して凝結し硬化する性質があり、その過程で若干膨張する。焼石膏が彫塑に用いられるようになったのは古代ギリシャで、ルネサンス期には技術的に頂点に達したとされる。またルネサンス期には耐火レンガの粉を混ぜた鋳造用の型材が開発された。

## 西域における塑像
19世紀末から20世紀初頭のアルベルト・フォン・ル・コックやオーレル・スタインの西域探検で各地で塑像が発見された。その特徴として次のような点が報告された。
1. テラコッタなどと異なり形は大きく、胴体や腕はヤナギの枝（時として藁束や葦束）を芯にし、その上に藁縄を巻き付けて塑土を付着させていること[1]。
2. 心部には植物性繊維や獣毛等を寸莎（すさ）として混ぜた黄褐色の塑土を粘土とし、その上から陶土様の白色の彩色下地を施し、表面に丹緑などの顔料を塗ったり金箔を施していること[1]。
3. 造形は粘土で大体の形を作って、箆（へら）目を入れながら形を調整し、彩色下地を施すときに細部の肉付けを行っていること[1]。
4. 写実的であること[1]。

これらをテラコッタ等と比較すると格段の技術的発達がみられる。
ただし、西域塑像が素材の本質を発揮するにはかなりの時間的経過を要し、その多くは壁面に付着した半肉彫だったため、純粋な立体芸術としての発達までは進まなかったとされる。

## 日本における塑像
奈良県當麻寺金堂本尊の弥勒仏坐像は7世紀後半にさかのぼる作で、日本最古の塑像と言われている。日本では、塑像の作例は奈良時代に集中しており、木彫が彫刻界の主流となった平安時代以降（おおむね9世紀以降）の塑像の作例はまれである。以下に、国宝指定物件を中心に、著名な作例を挙げる。

### 白鳳時代
- 当麻寺金堂（奈良県）弥勒仏坐像

### 奈良時代
- 岡寺（奈良県）如意輪観音坐像 - 像高4.6mの日本最大の塑像
- 法隆寺（奈良県）五重塔初層安置塑像群（塔本四面具）
- 法隆寺中門 金剛力士立像
- 法隆寺食堂（じきどう）旧・安置 四天王立像、梵天・帝釈天立像
- 新薬師寺（奈良市）十二神将立像
- 東大寺法華堂（三月堂）（奈良市）執金剛神立像、日光菩薩像・月光菩薩立像、弁才天・吉祥天立像
- 東大寺戒壇院 四天王立像
- 天福寺（宇佐市）三尊像残欠

### 平安時代
- 法隆寺夢殿 道詮律師坐像
- 広隆寺（京都市）弥勒仏坐像

### 出土した主な塑像
- 斎尾廃寺跡（琴浦町）
- 上淀廃寺跡（米子市）
- 山王廃寺跡（前橋市）